# Hippothoa santacruzana
Hippothoa santacruzana is een mosdiertjessoort uit de familie van de Hippothoidae. De wetenschappelijke naam van de soort is voor het eerst geldig gepubliceerd in 1973 door Pinter.